# Acheteur d'art
 (février 2024).
Si vous disposez d'ouvrages ou d'articles de référence ou si vous connaissez des sites web de qualité traitant du thème abordé ici, merci de compléter l'article en donnant les références utiles à sa vérifiabilité et en les liant à la section « Notes et références ».
En pratique : Quelles sources sont attendues ? Comment ajouter mes sources ?
 (février 2024).
L'acheteur d'art, figure clé dans le monde de la publicité et du marketing, joue un rôle essentiel dans la sélection et l'acquisition d'œuvres artistiques pour les campagnes publicitaires, les projets éditoriaux dits « éditorial » et les collections d'entreprises. Ce professionnel agit comme un pont entre les créateurs d'art et les annonceurs, en s'assurant que les visuels choisis correspondent parfaitement à l'image et aux objectifs de la marque.
Grâce à une parfaite connaissance de l’actualité artistique nationale et internationale, il sait parfaitement conseiller dans le choix des prestataires. L’acheteur d’art peut travailler comme salarié ou indépendant pour de nombreuses entreprises.

## Historique
Le rôle de l'acheteur d'art a émergé au début du XXe siècle, à mesure que la publicité devenait une force dominante dans l'économie de marché. À l'origine, ces professionnels travaillaient principalement avec des illustrateurs et des photographes pour créer des visuels accrocheurs pour des annonces imprimées. Avec l'évolution des médias et l'expansion du marché de l'art, leur domaine d'expertise s'est élargi pour inclure différentes formes artistiques, allant de la peinture et la sculpture à la vidéo et surtout à la photographie publicitaire numérique.

## Définition
Un acheteur d'art est un professionnel spécialisé dans la recherche, la négociation et l'acquisition d'œuvres d'art (comme des packshots par exemple) pour le compte d'annonceurs, d'agences de publicité ou de maisons d'édition. Sa mission principale est de trouver des créations artistiques qui renforcent l'identité de marque et la stratégie de communication d'une entreprise, tout en respectant les contraintes budgétaires et les délais de production.

## Rôle chez les Annonceurs
- Sélection d'Œuvres : L'acheteur d'art identifie et sélectionne des œuvres d'art et des visuels qui s'alignent avec le message et l'esthétique de la campagne publicitaire. Cette sélection peut inclure des photographies, des illustrations, des vidéos et des œuvres numériques.
- Négociation des Droits : Il négocie les droits d'utilisation des œuvres avec les artistes ou les galeries, s'assurant que les conditions contractuelles respectent les besoins de la campagne et le budget alloué.
- Gestion de Projet : L'acheteur d'art coordonne les différents aspects de la production artistique, de la commande initiale à la livraison finale, en travaillant étroitement avec les créatifs, les juristes et les équipes marketing.
- Veille Artistique : Ce professionnel effectue une veille constante des tendances artistiques et des nouveaux talents, permettant aux annonceurs de rester à la pointe de l'innovation visuelle.